# Wendy Melvoin
Wendy Ann Melvoin (Los Angeles, 26 gennaio 1964) è una chitarrista e cantautrice statunitense.

## Biografia
Wendy Melvoin nacque a Los Angeles, figlia del pianista e compositore Mike Melvoin, sorella del musicista Jonathan Melvoin e sorella gemella della cantante Susannah Melvoin.
Il padre era un apprezzato e affermato musicista che collaborò con Frank Sinatra, John Lennon, The Jackson 5, Natalie Cole, e i The Beach Boys. Anche il fratello Jonathan ebbe modo di affermarsi assieme agli Smashing Pumpkins fino alla sua tragica morte per overdose nel 1996.
Passò la sua infanzia e adolescenza in California. Nel 1983, all'età di 19 anni, si recò a Minneapolis per trovare l'amica d'infanzia Lisa Coleman e Prince ebbe modo di sentirla suonare. In concomitanza con l'abbandono dei The Revolution da parte di Dez Dickerson, fu quindi invitata a sostituirlo e debuttò in un concerto di beneficenza al First Avenue di Minneapolis il 3 Agosto 1983. Questa esibizione fu registrata e utilizzata per Purple Rain. A meno di 20 anni di età e senza una grossa esperienza precedente, era stata proiettata improvvisamente alla ribalta della scena musicale internazionale.
Dopo che Prince sciolse i Revolution nel 1986, continuò la sua attività musicale insieme a Lisa Coleman nel duo Wendy & Lisa con cui si esibì come supporter di Joni Mitchell e colse un grande successo con il primo singolo, Waterfall, del 1987.
L'esperienza del duo fu poi allargata a ulteriori componenti come la sorella Susannah. Nel 1998 la formazione assunse il nome di The Girl Bros..
Ha collaborato anche con George Michael nei primi anni 90, con Madonna (nell'album Hard Candy), con Neil Finn (nell'album One Nil), con Rob Thomas (nell'album ...Something to Be) e con Glen Campbell (nell'album Ghost on the Canvas).
Nel 2009 ha dichiarato di essere lesbica e di avere avuto una relazione stabile con Lisa Coleman fino al 2002. Nonostante la fine dell'unione sentimentale, la loro collaborazione professionale prosegue.
Attualmente è legata a Lisa Cholodenko. Nel 2006 la coppia ha avuto un figlio concepito attraverso l'inseminazione artificiale da donatore anonimo. La vicenda ha ispirato la regista per il suo film I ragazzi stanno bene (The Kids are all Right).